# Pilia (esposa de Pomponio Ático)
Pilia (m. c. 44 o 43 a. C.) fue una dama romana, esposa de Tito Pomponio Ático y madre de Cecilia Ática.
Procedía de un linaje familiar poco conocido y pese a que nació en Cora el hecho de que algunas fuentes en latín escribieran su nomen como Pylia, llevó a algunos estudiosos a considerar que su ascendencia familiar tuvo que ser griega y no procedente de otra región.
Era hija de Marco Pilio  y prima de Pomponio Ático con quien se casó alrededor de los años 58-56 a. C. y de cuyo matrimonio nació Cecilia Ática.  
Pilia sufrió alguna clase de parálisis alrededor del año 44 a. C. y Cicerón se enteró de ello a través de Marco Junio Bruto, comunicándole a Ático esta noticia por carta debido a que este también se encontraba presuntamente viajando. Esta sería la última vez que se la mencionaría en una carta.
El nombre Pilia constituye uno de los primeros registros históricos de la gens Pilia.

## En la literatura
Cecilia Pilia es mencionada en la novela de Harris Robert "Trilogía de Cicerón" donde se la describe como una mujer sencilla que no provenía de una familia adinerada sino de familia de campesinos que era aproximadamente treinta años más joven que Tito Pomponio Ático, quien se casó con ella cuando tenía 53 años.
Según esta obra, Pilia entabló amistad con Cicerón, quien la menciona en varias de sus cartas, y su esposa Terencia, aunque fue con Tulia, hija de Cicerón, con quien Pilia entabló una cercana amistad, quizás por corresponderse en edad. Pilia convenció a Tulia de volver a casarse debido a que esta había enviudado.
También es mencionada en la obra "El caballo de César" de Colleen McCullough donde se comenta que Cecilia Pilia era además la prima de Tito Pomponio Ático.